# Елсмир (Делавер)
Елсмир (енгл. Elsmere) град је у Округу Њу Касл у америчкој савезној држави Делавер. По попису становништва из 2010. у њему је живело 6.131 становника

## Демографија
| Група             | 2000.         | 2010.         |
| Белци             | 4.430 (76,4%) | 3.660 (59,7%) |
| Афроамериканци    | 548 (9,4%)    | 802 (13,1%)   |
| Азијати           | 56 (1,0%)     | 106 (1,7%)    |
| Хиспаноамериканци | 701 (12,1%)   | 1.459 (23,8%) |
| Укупно            | 5.800         | 6.131         |